# ایلیوشین دی‌بی-۳
ایلیوشین دی‌بی-۳ (به انگلیسی: Ilyushin DB-3) (دی‌بی: بمب افکن دوربرد، روسی: Дальний бомбардировщик) یک بمب‌افکن متوسط دو موتوره تک بال ساختِ دفتر طراحی ایلیوشین در شوروی بود که نخستین پرواز خود را در سال ۱۹۳۵ انجام داد.

## طراحی و توسعه
طراحی دی‌بی-۳ بر پایه طراحی بی‌بی-۲ انجام گرفت که در رقابت با توپولف اس‌بی شکست خورده و به خط تولید نرسیده بود. همین امر باعث شد مرحله طراحی دی‌بی-۳ سریع تر به پایان برسد. این نمونه نیز با نمونه دیگری از توپولوف تحت عنوان دی‌بی-۲ برای تأمین درخواست ارتش برای یک بمب افکن با قابلیت حمل یک تن بمب تا برد ۳ هزار کیلومتری و حداقل سرعت ۳۵۰ کیلومتر بر ساعت در عرصه رقابت قرار گرفت. در نمونه جدید، بی‌بی-۲ به گونه ای تغییر کرد که بتوان موتور فرانسوی ۱۲ سیلندر Mistral Major با توان ۸۰۰ اسب بخار را که پروانه تولید آن سال ۱۹۳۴ خریداری شده بود و با عنوان M-85 استفاده می‌شد، را همراه ملخ سه تیغه با زاویه ثابت در آن جایگذاری کرد. تولید پیش‌نمونه اولیه در همان سال ۱۹۳۴ با نام TsKB-26 آغاز شد.
برای سرعت بخشیدن به کار تولید بدنه هواپیما از چوب و بال‌ها و بخشی از دم فلزی ساخته شد. اَرّاده فرود این هواگرد بر خلاف عموم بمب افکن‌های پیشین همچون توپولف تی‌بی-۳ به صورت جمع شونده (رو به عقب و داخل پوسته موتور) و با یک چرخ قرار گرفته بود. همچنین این هواپیما به صورت چرخ‌دم (tailwheel) ثابت و زیر بال (low-wing) ساخته شده بود. این نمونه نخستین پرواز خود را در تابستان ۱۹۳۵ انجام داد که مشخص شد از پایداری مناسب و قابلیت کنترل و مانور پذیری بالایی پرخوردار است. این نمونه شش رکورد را در هواپیماهای نوع خود جابه‌جا کرد که عموماً در نسبت ظرفیت به ارتفاع و سرعت در ارتفاع‌های بالاتر از ۵ هزار متر بود. موفقیت این پیش نمونه اجازه ادامه کار بر روی این ایده را از جانب حاکمیت به ایلیوشین داد.
پیش نمونه حقیقی دی‌بی-۳ TsKB-30 نام گرفت که در ماه مارس ۱۹۳۶ اولین با به پرواز درآمد. این نمونه نسبت به TsKB-26 در برخی زمینه‌ها بهبود یافته بود که شاخص‌ترین آن‌ها شامل ساختار تمام فلزی، دماغه بلندتر، آسمانه باز شونده رو به عقب، شیشه جلو (بادگیر) ثابت و پوشش بهتری برای موتور می‌شدند. این هواپیما موفق شد در ماه اوت ۱۹۳۶ تمامی مراحل آزمایش ارتش را بگذراند و با عنوان نهایی دی‌بی-۳ وارد خط تولید شود.
به جهت استفاده از تکنولوژی‌های بالاتر از ظرفیت موجود جهت کاهش وزن، دی‌بی-۳ هواپیمایی نبود که بتوان به راحتی ساخت. به عنوان مثال طراحی ظریف بال‌ها که لازم بود در نقاط مختلف به یکدیگر جوش بخورند و ابن جوش خوردگی‌ها با دستگاه امواج ایکس بررسی شود و همچنین استفاده کارگران بی تجربه در کارخانه‌ها فرایند تولید را دشوار و وقت گیر کرده بود.
هواگرد به گونه ای طراحی شده بود که بتواند ده بمب ۱۰۰ کیلوگرمی FAB-100 را با خود حمل کند البته این میزان به کمک جایگاه‌های خارجی می‌توانست برای عملیات در بردهای کوتاه به ۲۵۰۰ کیلوگرم نیز برسد. تسلیحات دفاعی شامل سه مسلسل ShKAS با کالیبر ۷٫۶۲ میلی‌متر می‌شد که یکی از آن‌ها در زیر دماغه قرار گرفته بود و توسط ناوبر و رها کننده بمب‌ها کنترل می‌شد و دو قبضه دیگر آن یکی در میانه سقف هواپیما و دیگری در جانب آن بود که هر دو در اختیار تیربارچی قرار داشت. این شرایط تیربارچی را مجبور می‌کرد در میانه نبرد از یک موقعیت به دیگری بجهد. با این حال که این مسلسل‌ها سبک به حساب می‌آمدند اما برای یک بمب افکن در آن دوره مناسب بودند و علاقه شوروی به ساخت تسلیحات با نواخت تیر بالا نیز تأثیر آن را افزایش داده بود.
پرواز آزمایشی دومین پیش نمونه پیش از آغاز تولید بین ماه مه تا اکتبر ۱۹۳۷ انجام گرفت که مشخص گردید عملکرد ضعیف تری نسبت به پیش نمونه قبلی دارد اما همچنان بسیار برتر از خواسته ارتش بود. این نمونه می‌توانست در ارتفاع ۵ هزار متری به سرعت ۳۹۰ کیلومتر بر ساعت برسد و ۵۰۰ کیلوگرم بمب را تا برد ۴ کیلومتری یا ۱۰۰۰ کیلوگرم بمب را تا ۳۱۰۰ کیلومتری حمل کند. این درحالی بود که مدل بی هاینکل ۱۱۱، هم نوع نسبتاً مشابه آلمانی آن ۱۰ تا ۲۰ کیلومتر بر ساعت کند بود، حداکثر ارتفاع پروازی کوتاه تری داشت و قادر بود تنها ۷۵۰ کیلوگرم بمب را به ۱۶۶۰ کیلومتری یا ۱۵۰۰ کیلوگرم بمب را تا ۹۱۰ کیلومتری برساند. این عملکرد دی‌بی-۳ رابه بهترین بمب افکن دو موتوره تا به آن زمان در سال ۱۹۳۷ تبدیل می‌کرد. همان سال ۴۵ فروند از این بمب افکن در دو کارخانه شماره ۳۹ در مسکو و ۱۸ وورونژ جهت آغاز به خدمت در نیروی هوایی ارتش سرخ ساخته شد.
در سال ۱۹۳۸ موتور ارتقا یافته M-86 با توان ۹۵۰ اسب بخار در هنگام برخاستن، همراه ملخ سه تیغه با زاویه قابل تنظیم جانشین M-85 در خط تولید شد. مدل‌هایی که از موتور جدید استفاده می‌کردند با تغییرات اندک دیگری دی‌بی-۳-ای (A) نام گرفتند. در همین سال کارخانه شماره ۱۲۶ در کامسامولسک بر آمور نیز کار تولید این هواپیما را شروع کرد.
در سال ۱۹۳۹ بار دیگر موتور تغییر کرد و این بار M-87A به همراه ملخ با زاویه قابل تنظیم جای موتور قبل را گرفت. این موتور توان یکسانی هنگام برخاستن ارائه می‌کرد اما عملکرد هواپیما را در ارتفاع‌های بالاتر ارتقا می‌داد. مدل بی این موتور که در سال ۱۹۴۰ جایگزین شد نیز به نوبه خود قدرت هواگرد را در ارتفاع بالا افزایش داد. سری هواپیماهای دارای این موتور دی‌بی-۳-بی (B) نامیده شدند. نهایتاً موتور M-88 نیز در دی‌بی-۳ استفاده شد که ۱۱۰۰ اسب بخار توان در هنگام برخاستن تولید می‌کرد و حداکثر سرعت را ۴۲۹ کیلومتر بر ساعت در ۶۸۰۰ متری رساند.

## تاریخچه عملیاتی
۳۰ بمب افکن دی‌بی-۳ در سال ۱۹۳۹ در جریان جنگ دوم چین و ژاپن به نیروی هوایی جمهوری چین ارسال شد و به شدت مخصوصاً در هدف قرار دادن اهداف ژاپنی در ووهان مورد استفاده قرار گرفت اما بعدها با بمب افکن‌های آمریکایی بی-۲۴ جایگزین شد.

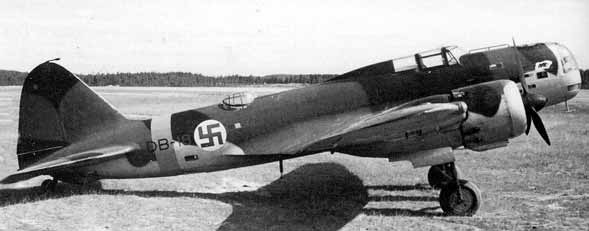
دی‌بی-۳ در خدمت نیروی هوایی فنلاند

فنلاندی‌ها موفق شدند در جریان جنگ زمستان ۵ فروند از این بمب افکن‌ها را مجبور به فرود کنند و آن‌ها را به غنیمت بگیرند. همچنین ده فروند دیگر نیز توسط فنلاند از مجموعه غنائم آلمان از شوروی از نازی‌ها خریداری شد.
هفتم و هشتم اوت ۱۹۴۱ پانزده فروند دی‌بی-۳ مستقر در دریای بالتیک نخستین بمباران شوروی در برلین، پایتخت آلمان نازی را انجام دهند.

## مدل‌های دیگر
دی‌بی-۳-تی
نمونه اژدر افکن (نخستین اژدر افکن تولید انبوه شوری) ساخته شده در ۱۹۳۸، مجهز به موتورهای M-86 و M-87 و اژدر ۹۴۰ کیلوگرمی نوع ۴۵–۳۶، توان برای مین ریزی دریایی
دی‌بی-۳-تی‌پی
نمونه آب‌نشین اژدر افکن ساخته شده در ۱۹۳۸، بدون تولید
دی‌بی-۳-اف
جانشین دی‌بی-۳ که بعدها ایل-۴ نامیده شد
نمونه مسافربری دی‌بی-۳
با یازده سرنشین

## مشخصات فنی (مدل دی‌بی-۳-بی)

### مشخصات عمومی
- خدمه: ۳ نفر: خلبان، ناوبر-رها کننده بمب و تیربارچی
- طول: ۱۴٫۲۲ متر
- طول بال: ۲۱٫۴۴ متر
- ارتفاع: ۴٫۱۹ متر
- مساحت بال: ۶۵٫۶ متر مربع
- وزن خالی: ۵۰۳۰ کیلوگرم
- وزن خاص: ۷۷۴۵ کیلوگرم
- حداکثر وزن هنگام برخاستن: ۹۴۵۰ کیلوگرم
- حداکثر وزن هنگام برخاستن: ۶۳۸۰ کیلوگرم
- نیرومحرکه: دو موتور شعاعی ۹ سیلندر Nazarov M-87 خنک شونده با هوا: هر کدام ۹۵۰ اسب بخار

### عملکرد
- حداکثر سرعت: ۴۴۰ کیلومتر بر ساعت در سطح دریا
- پایاسیر: ۲۹۵ کیلومتر بر ساعت
- برد: ۳۸۰۰ کیلومتر
- حداکثر ارتفاع: ۹۶۰۰ متر
- سرعت صعود: ۶٫۹۳ متر بر ثانیه
- نسبت توان به وزن: ۰٫۲۴ اسب بخار بر کیلوگرم

### تسلیحات
- سه مسلسل دفاعی ShKAS با کالیبر ۷٫۶۲ میلی‌متر
- یک توپ خودکار ShVAK با کالیبر ۲۰ میلی‌متر
- حداکثر ۲۵۰۰ کیلوگرم بمب